# 大満寺 (東京都北区)
大満寺（だいまんじ）は、東京都北区にある真言宗智山派の寺院。

## 概要
大満寺は明暦元年に開山したと伝えられている。
本尊は行基作と伝えられる薬師瑠璃光如来。
不動堂には、巨勢金岡の作といわれる仏画や鎌倉時代初期の作とされる不動明王像などがある。
境内山門前には「手わらじ地蔵」が安置され、道行く人々を優しく見守っている。手に持っているわらじを差し出し、人々を助けるお地蔵さんとして伝えられている。
境内入り口付近には「岩淵天神」という学問の神様も安置されている。
境内には、東久世通禧の歌碑がある。当時の住職が歌人で、「岩淵会」という短歌結社を結成して活動しているのを、東久世通禧が聞きつけて詠んだ歌が彫られている。

## 交通アクセス
- 東京メトロ赤羽岩淵駅より徒歩約0分。
- JR赤羽駅より徒歩約10分